# Squier Cyclone
La Squier Cyclone è una chitarra elettrica prodotta da Squier, una marca di proprietà di Fender che produce copie autorizzate dei suoi modelli a basso costo, ed è la riproduzione della Fender Cyclone.
Nel catalogo di Squier, la Cyclone è compresa nella serie "Vintage Modified".
La Cyclone è molto simile alla Fender Mustang ma con caratteristiche tecniche differenti. Elettronicamente, la Cyclone è identica alla chitarra ibrida della Fender, la Jag-Stang; le mustang sono prodotte con due pickup single coil. Tuttavia sulla Cylone non è possibile selezionare i pickup ad una regolazione sfasata senza modificazioni.
La Cyclone ha un manico di 24,75"", lo stesso della Gibson Les Paul ma con un formato insolito per la Fender, e un tremolo sincronizzato stile Stratocaster.
La Cyclone non è stata trovata nel catalogo 2007 ed è stata dichiarata la produzione interrotta.